# Klemens Kainmüller
Klemens Kainmüller (* 2. März 1980 in Linz) ist ein ehemaliger österreichischer Handballspieler.
Der 1,85 Meter große und etwa 84 Kilogramm schwere Rückraumspieler spielte ab 1990 beim österreichischen Verein HC Linz AG, ab 2005 beim deutschen Zweitligisten TSG Ossweil und ab Januar 2006 bei HBW Balingen-Weilstetten, mit dem ihm 2006 der Aufstieg in die Handball-Bundesliga gelang. Im Sommer 2006 sollte er eigentlich zur SG Leutershausen wechseln, jedoch ging diese insolvent und er kehrte nach Balingen zurück. 2007 wechselte er nach Norwegen zu HHK Haugaland. 2009 kehrte er zurück nach Österreich zu HIT Innsbruck. Seit der Saison 2013/14 spielt er wieder für seinen Stammverein HC Linz AG. Nach der Saison 2017/18 beendete Kainmüller seine Karriere. Aufgrund der schlechten Platzierung des HC Linz AG feierte Kainmüller im Januar 2019 ein Comeback.
Mit Linz spielte er im EHF-Pokal (2000, 2003, 2004) und mit Innsbruck im EHF Challenge Cup (2009).
Klemens Kainmüller gehörte bis 2012 zum Aufgebot der österreichischen Nationalmannschaft und bestritt 109 Länderspiele (150 Tore).

## HLA-Bilanz
| Saison    | Verein        | Spielklasse | Tore | 7-Meter    | Feldtore |
| --------- | ------------- | ----------- | ---- | ---------- | -------- |
| 2009/10   | HIT Innsbruck | HLA         | 82   | 0/1        | 82       |
| 2010/11   | HIT Innsbruck | HLA         | 97   | 0/0        | 97       |
| 2011/12   | HIT Innsbruck | HLA         | 106  | 0/0        | 106      |
| 2012/13   | HIT Innsbruck | HLA         | 97   | 0/0        | 97       |
| 2013/14   | HC Linz AG    | HLA         | 5    | 0/0        | 5        |
| 2014/15   | HC Linz AG    | HLA         | 102  | 5/7        | 97       |
| 2015/16   | HC Linz AG    | HLA         | 88   | 0/0        | 88       |
| 2016/17   | HC Linz AG    | HLA         | 54   | 0/0        | 54       |
| 2017/18   | HC Linz AG    | HLA         | 72   | 0/0        | 72       |
| 2018/19   | HC Linz AG    | HLA         | 15   | 0/0        | 15       |
| 2009–2019 | gesamt        | HLA         | 718  | 5/8 (63 %) | 713      |